# Хайрие джамия
Хайрие джамия е джамия в старата част на Варна, на ъгъла на улиците „Дунав“ и „Цариброд“.
Построена е от Дилавер паша през 1835 г., след оттеглянето на руските войски след Руско-турската война от 1828 – 1829 г. До джамията било построено и медресе. 
Над входната врата на джамията е поставена паметна плоча със сведения за построяването на джамията. Плочата е изписана с калиграфски шрифт, на арабски и османотурски език:
- От проклетата Сатана намерих убежище при Бог. В името на състрадателния и милостив Бог.
- Влезте с мир – в безопасност! (Коран 15:46)
- в изградената през 1835 година от покойния Дилавер паша
- царствена Хайрие джамия
- и преустроена по този възхитителен начин през 1926 година под ръководството на ислямската общност във Варна.[1]